# Methylvinylsulfon
Methylvinylsulfon is een vinylsulfon met een methylgroep. Het is daarmee het eenvoudigste alkylvinylsulfon. Het is een lichtgele tot kleurloze vloeistof, die zeer toxisch is bij aanraking met de huid.

## Synthese
Een van de mogelijkheden voor de vorming van methylvinylsulfon is de pyrolyse van de acetaatester van (2-methylsulfonyl)ethanol, in aanwezigheid van een sterke base (natriumtetraboraat, natriumfosfaat) als katalysator. Hierbij ontstaat methylvinylsulfon en azijnzuur.
Andere mogelijke vormingsreacties zijn de dehydrochlorering (afsplitsing van HCl) van methyl-2-chloorethylsulfon of de dehydratie (afsplitsing van water) van methyl-2-hydroxyethylsulfon.

## Toepassing
Zoals andere vinylverbindingen is methylvinylsulfon een monomeer of co-monomeer in een verscheidenheid aan polymerisatie. Het is ook een bouwsteen voor de synthese van andere verbindingen met een sulfongroep.
Methylvinylsulfon is ook voorgesteld als nematocide, maar andere vinylsulfonen zoals divinylsulfon en fenylvinylsulfon bleken veel effectiever.